# Brithura
Brithura is een muggengeslacht uit de familie van de langpootmuggen (Tipulidae).

## Soorten
- B. argyrospila (Alexander, 1935)
- B. aureola Liu and Yang, 2010
- B. brulleana (Alexander, 1971)
- B. crassa Edwards, 1916
- B. flaviflagellum Liu and Yang, 2010
- B. fracticosta (Alexander, 1935)
- B. fractistigma Alexander, 1925
- B. guangxiensis Liu and Yang, 2009
- B. imperfecta (Brunetti, 1913)
- B. jinpingensis Liu and Yang, 2009
- B. keiliniana (Alexander, 1971)
- B. nielseniana (Alexander, 1964)
- B. nymphica Alexander, 1927
- B. sancta Alexander, 1929
- B. shii Liu and Yang, 2010
- B. stigmosa Liu and Yang, 2010